# Lamb (zespół muzyczny)
Lamb – brytyjski duet trip hopowy, powstały w 1994 roku w Manchesterze; jego muzyka to połączenie elementów drum'n'bassu i popu. W skład grupy wchodzą: Andy Barlow (muzyka) i Lou Rhodes (śpiew i teksty). Wskutek różnicy zdań co do dalszego rozwoju, duet rozstał się w 2004 roku, a jego członkowie zaangażowali się we własne projekty. W roku 2009 nastąpiła reaktywacja zespołu.
Lamb wystąpił w Polsce trzykrotnie: 14 sierpnia 2009 roku w warszawskim Klubie Palladium, 25 sierpnia 2011 roku w Katowicach na festiwalu Tauron Nowa Muzyka oraz 12 maja 2012 roku na katowickim Placu Sejmu Śląskiego w ramach obchodów Dni Województwa Śląskiego.

## Dyskografia

### Albumy
- 1996: Lamb (Fontana Records)
- 1999 Fear of Fours (Polygram Records)
- 2001 What Sound (Koch Records)
- 2003 Between Darkness and Wonder (Koch Records)
- 2004 Back To Mine - Lamb - The Voodoo Collection (DMC Records)
- 2004 Best Kept Secrets: The Best of Lamb 1996-2004 (Universal Records)
- 2005 What is that sound? - Lamb Remixed (Mercury / Universal Records)
- 2011 5
- 2014 Backspace Unwind (NoPaper Records)
- 2019 The Secret of Letting Go (Cooking Vinyl)

### Single
- 1996 "Cotton Wool"
- 1996 "Gold"
- 1996 "God Bless"
- 1997 "Gorecki"
- 1999 "B Line"
- 1999 "All in Your Hands"
- 1999 "Softly"
- 2001 "Gabriel"
- 2003 "Sweet"
- 2003 "Gabriel (remix; promo)"
- 2004 "Wonder"